# Акакаије Кесаријски
Акакије Кесаријски (грч. Ακακιος ο Мονοφθαλμος, 300-366.) је био епископ Цезареје у Палестини, ученик и наследник од 339. године познатог историчара Јевсевија Кесарисјког, чију је биографију написао. 
Познат је по сукобу са јерусалимским епископом Кирилом и улози у аријанском спору, у којој је стао на страну оних који су се противили одлукама Првог Никејског сабора. Григорије Богослов у једном од својих говора га назива „језиком аријанаца“. Акакије је добио опречне критике од црквених историчара. Руски историчар В. В. Болотов је приметио да „његови морални квалитети не одговарају његовим даровима и образовању“, а енглески теолог Хенри Гваткин упоредио га је са Есхином из Никејске ере. По имену Акакија из Цезареје, једна од странака аријанаца у периоду спорова звала се „акакијани“.
Надимак „Једнооки” који је Акакије носио, могао је указивати и на физичку ману и на избегавајући и превртљив начин вођења спорова по којима је био познат. Јероним Стридонски објашњава Акакијев надимак као физичку ману: „Акакије, слеп на једно око и зато прозван Једнооки“. Изванредне способности и ауторитет пријатеља и наследника Јевсевија из Цезареје донеле су му славу као вође аријанаца још за живота Јевсевија Никомедијског. Акакије је 341. године присуствовао сабору од 90 епископа у Антиохији, који је сазвао цар Констанције II поводом освећења „златне базилике“, на коме је уписао Символ вере коју је усвојио овај сабор и осудио Маркела из Анкире. Сукоб са епископима западног дела Римског царства, на челу са папом Јулијем I, довео је до свргавања Акакија, заједно са осталим епископима „евсевијанске“ странке, на сабору на Сардинији 343. године. Одбивши да призна одлуке овог Сабора, он је заједно са својим истомишљеницима учествовао у осуди својих противника, укључујући папу Јулија и Осија Кордобског, на сабору у Филипопољу. Ови спорови ни на који начин нису умањили Акакијев ауторитет у Констанцијевим очима.
Био је Јевсевијев ученик и наследник на катедри Kесарије Палестинске, од 340. године до смрти(око 366). Био је оштроуман и начитан, али и довитљив и енергичан у поступцима (Созомен IV, 23). Наставио је Јевсевијев рад на обнављању библиотеке у Kесарији, уз помоћ и презвитера Евзоија, али је наставио и Јевсевијеву тактику подржаваwа умереног аријанства. Тако је постао вођа компромисне партије “Омијаца”, која је по њему називана “Акакијевци”, јер  је под његовим вођством, уз подрчју и цара Kонстанција, постала закратко водећа партија на Истоку. За њега је свети Атанасије рекао: "да код таквих какав је Акакије ништа није сигурно, ни реч, ни писмо, ни вера “све се према времену мења и претвара” (О саборима, 38). Али нису само православни били несигурни у Акакија, него и аријанци. На њега се затожали аријански историчар Филосторије: “Другачији је био по схватаwима (у вери), а другачији на језику”. Превртљивост Акакијева види се и по понашању на многобројним саборима на Истоку у његово време. Он је у почетку био уз већину умерених епископа на Истоку. На сабору у Сардици 343.године, који га је и свргнуо али без успеха, он је побегао у Филипопољ и тамо заседао против светог Атанасија и осталих у Сардици. Затим је био на сабору у Милану 355 (после којег је Акакије у Риму хиротонисао антипапу Феликса, уместо прогнанога Либерија, уз подршку Kонстанцијеву). На саборуу Селеквији 359, где је предложио компромисни “омијски” символ вере, противан је био не само Никејцима, него и Омиусијанцима, међу којима је био и свети Kирило Јерусалимски кога је Акакије био протерао са Јерусалимске катедре. На општем сабору Источних и Западних у Цариграду 360. године његова компромисна полуаријанска партија победила и Никејце и Омиусијанце и крајње Аријанце. Под царем Јовијаном 363. године он на сабору у Антиохији, под светим Мелетијем, потписао је Никејски Символ, али се затим под царем Валентом поврати ка полуаријанизму. Зато је свргнут од Источних епископа (Омиусијанаца) на сабору у Лампсаку 365. године, а после тога је ускоро и умро. Блажени Јероним вели да су Акакија звали “Једнооки”, јер је био без једнога ока, али то није умањивало његову способност и активност. Јероним још вели да је Акакије написао 17 књига на Откровење, 6 књига разних питања и друге беседе. Неки фрагменти тих Разних питања сачувани су на латинском код Јеронима (Писмо 119, 6), као и извесни фрагменти на Посланицу Римљанима (у катенама) и фрагменти из полемичког списа Против Маркела. Није сачувана његова биографија Јевсевија Kесаријског, а спорна је Похвална беседа Св. Меркурију, која се њему приписује (сачувана је само на коптском.)
Према Јерониму Стридонском, након протеривања папе Либерија од стране цара 357. године, Акакије је подржао антипапу Феликса. Од почетка 350-их година Акакије је био у сукобу са епископом јерусалимским Кирилом по питању првенства њихових тронова. Размењивали су међусобне оптужбе за јерес све док Акакије, уз подршку палестинских епископа, није успео да га протера. Кирил је враћен две године касније одлуком Селевкијског сабора 359. године, али је Акакију успео да Констанције ту одлуку поништи. Ћирила је поново осудио Цариградски сабор 360. године и био је у изгнанству све до Јулијанова приступања 361. године.
Акакије Кесаријски је своје догматске ставове изнео на Сабору у Селевкији, када је, на питање василијанаца у ком смислу је Син сличан Оцу, Акакије одговорио да је сличан по вољи, жељи, али не и по суштини.
Акакије је био познат и по учености. Током његове владавине библиотека коју су основали његови претходници наставила је да се попуњава. Написао је расправу од 17 књига о Проповеднику, друга теолошка дела и биографију Јевсевија из Цезареје, а све су то сада изгубљене. Фрагмент дела Аντιλογια против Марцела Анкирског сачуван је у Панариону Епифанија Кипарског.